# Chiesa di San Michele Arcangelo (Corsagna)
La chiesa di San Michele Arcangelo è un edificio religioso situato a Corsagna, nella provincia di Lucca.

## Storia
La chiesa è situata sulla sommità del paese, nel suo nucleo più antico conosciuto come Castello; non è nota l'esistenza a Corsagna di altre strutture ecclesiastiche precedenti e si suppone che la chiesa occupasse questa zona fin dalle sue prime attestazioni storiche. Dalle fonti sappiamo che nel 995 la parrocchia di Corsagna era alle dipendenze della pieve di Cerreto, ma già nel 1062 e nel 1069 essa risulta nella giurisdizione della pieve di Santa Maria Assunta di Diecimo, così come riconfermato negli estimi del 1260, nei quali si conosce per la prima volta la sua intitolazione a san Michele arcangelo.
Dal punto di vista archeologico la sommità del paese fu interessata da un'occupazione degli spazi almeno dal XII secolo, seguita da una nuova fase edilizia nel XIII secolo pertinente a una fortificazione del luogo, rintracciata sotto la sacrestia e nella porzione inferiore del campanile. In quel momento è presumibile la costruzione della torre, come parte di una struttura militare, che non più tardi del XV secolo acquisisce la funzione di campanile.
Le prime fonti d'archivio sulla struttura della chiesa ci giungono nel 1392 quando il consiglio dell'Opera di San Michele di Corsagna si riunì per risolvere la questione dell'altare non ancora completato. Nello stesso anno la chiesa si dotò anche di fonte battesimale. Nel 1494 lo stesso consiglio stabilì la costruzione del coro e l'imbiancatura dell'altare maggiore.
Nel 1506 poi, come si evince dalla data riportata sull'architrave esterno della porta principale, fu inaugurata una nuova fase storica della chiesa, quando l'impianto originario della chiesa, a singola navata, fu considerevolmente ampliato con l'aggiunta di due navate laterali e finendo addossato alla torre campanaria. I lavori di ampliamento, dettati dall'aumento demografico del XVI secolo, si conclusero nel 1602.
Nei primi decenni del XVIII secolo fu migliorata la struttura interna tramite il rialzamento della navata centrale. Alcune opere di ristrutturazione sono poi avvenute durante il XIX secolo e agli inizi del XX secolo. Nel 1887 la chiesa si dota di organo per opera dell'organaro lucchese Evaristo Santarlasci. Tra il 2007 e il 2015 sono stati infine restaurati gli esterni e le opere pittoriche interne.

## Descrizione

### L'esterno
La facciata della chiesa è in buona parte ostruita dalla torre campanaria merlata. 
Il campanile è dotato di sei campane accordate in Fa maggiore acquistate dalla parrocchia di Corsagna dal XVIII secolo. Tutte le campane vengono ancora oggi azionate manualmente dai campanari, non è presente alcun tipo di automazione elettrica. In ordine di grandezza le campane sono una Fa della 3ª ottava, fonderia Giuseppe Filippi di Lucca, 1755, peso 680 kg; Sol della 3ª ottava, Luca Antonio Magni di San Quirico di Valleriana, 1782, peso 500 kg.; La della 3ª ottava, Fonderia Lorenzo Lera di Lammari, 1922, peso 345 kg.; Si bemolle della 3ª ottava, Fonderia Lorenzo Lera di Lammari, 1922, peso 300 kg.; Re bemolle della 4ª ottava, Fonderia Lorenzo Lera di Lammari, 1923, peso 150 kg.; Mi bemolle della 4ª ottava, Fonderia Raffaello Magni di San Quirico di Valleriana, 1889, peso 90 kg.

### L'interno
Le decorazioni pittoriche all'interno della chiesa sono databili ai secoli XVI e XVII. 
L'altare maggiore è corredato di una tela del pittore modenese Gian Gheramo Dalle Catene raffigurante la Madonna col Bambino e i santi Gregorio Magno, Giovanni Battista, Ansano, Michele, Pietro e Antonio abate eseguita nel 1536, in un periodo coevo all'ampliamento della chiesa.
Opera del lucchese Alessandro Frediani è la tela della Presentazione di Gesù al tempio, risalente al 1639.